# 大久保藩
大久保藩（おおくぼはん）は、陸奥国岩瀬郡大久保村（現在の福島県須賀川市大久保）に陣屋を置き、江戸時代前期に短期間存在した藩。岩瀬藩（いわせはん）とも呼ばれる。1682年、播磨明石藩6万石の藩主であった本多政利が失政などを咎められ、大幅な減封を受けて1万石で移されたが、行状が改まらなかったために1693年に改易された。

## 歴史

### 前史：減転封までの本多政利
本多政利は、「徳川四天王」の一人である本多忠勝の曾孫にあたる人物であり、忠勝系本多家の家督を継いだ本多政勝の子である。譜代の名家の出身であり、正室には水戸藩主徳川頼房の娘を迎えている。
ただし政利が大名となるまでに、本多家は複雑な相続事情を有した。本多忠勝の家は長男の忠政からその子の政朝に受け継がれた。政朝が死去した際、その長男・本多政長は幼少であったため、遺言によって従弟の本多政勝（忠勝の二男・忠朝の子）が本家を継ぐこととなった。政勝は大和郡山藩15万石の藩主となった。寛文11年（1671年）に政勝が没すると、政勝の養子に迎えられていた政長と、政勝の実子である政利との間で相続をめぐる騒動が勃発し、幕府の裁定によって政長に9万石、政利に6万石が与えられることとなった（九六騒動）。
延宝7年（1679年）、本多政利は播磨国明石藩に6万石で移された。

### 立藩から廃藩まで
天和2年（1682年）2月22日、明石藩主本多政利は城地没収の上、改めて陸奥国岩瀬郡内で1万石を与えられた。この処分について『寛政重修諸家譜』は、「家政よろしからず」という点、先年の巡見使への不適切な対応という理由を掲げる。なお同日付で遠江国横須賀藩（5万石）の藩主本多利長も失政などを理由として、城地没収のうえ出羽国村山藩1万石に移す処分が行われている。
政利に与えられた領地は、「長沼領」と呼ばれる幕府領から分割された11か村であり、大久保村に陣屋が置かれた。政利は大久保藩主として領地には入ったことはなく、江戸の藩邸に暮らしていた。
大久保藩の藩政に関する史料はほとんど残されていない。大桑原村（現在の須賀川市大桑原）の年貢割符状が、天和2年（1682年）分と貞享元年（1684年）分の2点伝わっているが、長沼領時代に比べると米や金の賦課が倍となり、災害以外の除き高（控除）がなく、新規の課税を行うなどの内容となっている。6万石から1万石への大幅な減知処分を受けた藩として、収入の確保を図った措置とは見なされるものの、領民に重い負担を課した「悪政」という評価は避けられない。
元禄6年（1693年）6月13日に改易処分を受け、政利は庄内藩主酒井忠真に預けられた。改易の理由は、行状を改めず、さらに罪のない女性奉公人（侍女ないしは下女）を殺害する事件を起こしたためとされる。

### 後史
本多政利は庄内でも問題を起こし、元禄15年（1702年）に三河岡崎藩主水野忠之の預かりに変えられた。宝永4年（1707年）、政利は岡崎において67歳で没した。

## 歴代藩主
本多家
1万石。譜代。
1. 政利

## 領地
領地は岩瀬郡の以下11か村。
- 大久保、北横田、深渡戸（端郷吉兵エ新田を含む）、畑田、矢沢、袋田、仁井田、滑川、山寺、越久、大桑原[15][17]

陣屋は大久保村字宿に置かれたとされる。ただし、陣屋周辺に陣屋町が築かれた様子は見られない。
大久保藩の廃藩により、その所領は収公された。その後、元禄13年（1700年）に松平頼隆（徳川頼房の五男）が陸奥国岩瀬郡内および常陸国内で2万石の領地を与えられると、長沼に陣屋を置いた（長沼藩。常陸府中藩参照）。大久保村や大桑原村などは長沼藩領となっている。